# Siphocampylus fissus
Siphocampylus fissus är en klockväxtart som beskrevs av Henry Allan Gleason. Siphocampylus fissus ingår i släktet Siphocampylus och familjen klockväxter.
Artens utbredningsområde är Peru. Inga underarter finns listade i Catalogue of Life.